# 交領右衽
交領右衽是一些東亞及南亞服飾如漢服、和服、韓服、越服、琉服等的特徵之一，交领是指衣服前襟左右相交。向右掩（左前襟掩向右腋系带，将右襟掩覆于内）的服飾，称为右衽。

## 历史
交領右衽的历史可以追述至先秦时期，马王堆汉墓出土的交领右衽汉服重量仅有49克，显示当时中原纺织技术已达到极高水准。 而中国古代一些少数民族服装则是向左掩，称为左衽。当时左衽被认为更适合游牧民族进行马上活动，而较早进入农耕文明的中原文明则选择了右衽，故而右衽也被古人当作华夏文明与四夷的重要文化区别。
《论语·宪问》曾记载孔子所述：‘子贡曰：“管仲非仁者与？桓公杀公子纠，不能死，又相之。”子曰：“管仲相桓公，霸诸侯，一匡天下，民到于今受其赐。微管仲，吾其被发左衽矣。岂若匹夫匹妇之为谅也，自经于沟渎而莫之知也。”’意思是说要是没有管仲，我们就得沦为蛮夷那样，穿着左衽的衣服，披散着头发。 东汉末年儒学家经学大师郑玄注云：“言东夷西戎南蛮北狄被发左衽之人，无不皆恃赖三君之德，我小子亦长受其多福” 。《汉书》记：“《春秋》内诸夏而外夷狄，夷狄之人贪而好利，被发左衽，人而兽心” 。《后汉书·西羌传·滇良》记载：“羌胡被发左袵，而与汉人杂处” 。
这种思想影深远，如南宋著名爱国诗人陆游《剑南诗稿》诗云：“尔来十五年，残虏尚游魂。遗民沦左衽，何由雪烦冤”，“哀哉六十年，左衽沦胡尘。抱负虽奇伟，没齿不得伸”，“遗民九愤污左衽，孱虏何足烦长缨”等。
另外，左衽也曾被用来指死者，在陪葬的壁画和绘画先人的画像中，使用左衽，以示阴阳有别。如《说文解字》记述：“按，凡敛死者，左衽，不纽”。
交領右衽亦並非漢字文化圈獨有，历史上一些非漢字文化圈的民族通过与中原文化交流也开始采用交領右衽，唐朝汉书颜师古注中记载：“右衽，从中国化也”。如敦煌壁画中的吐蕃皆为左衽，而松赞干布与唐朝文成公主和亲后，开始出现交領右衽。又如受藏族影响的不丹，現任不丹國王穿著傳統服飾會見公眾照片中見到其服裝為交領右衽。而蒙古人作为游牧民族的后裔，如今流傳之成吉思汗及以後各元代皇帝畫像，其衣著打扮為傳統服飾，也皆為交領右衽。而在西亞蒙古人建立的伊兒汗國，丞相拉施德主編的《史集》中插圖，顯著反映當時蒙古人都是交領右衽的。
- 汉服交领右衽
- 韩服交领右衽
- 和服交领右衽

## 各地演变

### 中国
在漢語里，「交领」指衣服前襟左右相交，「右衽」則是指衣襟向右掩（左前襟掩向右腋系带，将右襟掩覆于内），在外观上表现为“y”字形，形成整体服装向右倾斜的效果。而古代中國中原地區周邊的一些民族的服装是向左掩，称为「左衽」。古代中原贵族“二十而冠”，平民戴巾，只有异族是披髮为常。《論語》中記載孔子曾说，若無管仲尊王攘夷，就会淪為异族统治而「被髮左衽」。由此可见华夏夷狄之分也被体现在服饰之上。此外，在中华传统文化“左”与“右”暗示着在社会中的地位的等级意识，分为“尊左卑右”与“尊右卑左”两种。前者主要体现在乘车、官职封号、宫室、陵墓等设置上，後者則包括服饰的衣襟、出身、官制等。道家以左为阳以右为阴，右衽是生人。反之，左衽就表示故人，这也就是寿衣的由来和基本形制。
在交领右衽的基础上，后来出现了盘领、直领。盘领又称“圆领”，向右掩的衣襟一直延长到右肩部，在右肩附近用布扣系扎。圆领也同樣是右衽。直领，又称“对领”，两边衣襟近乎平行，但末端仍然是左襟搭在右襟上。

### 日本

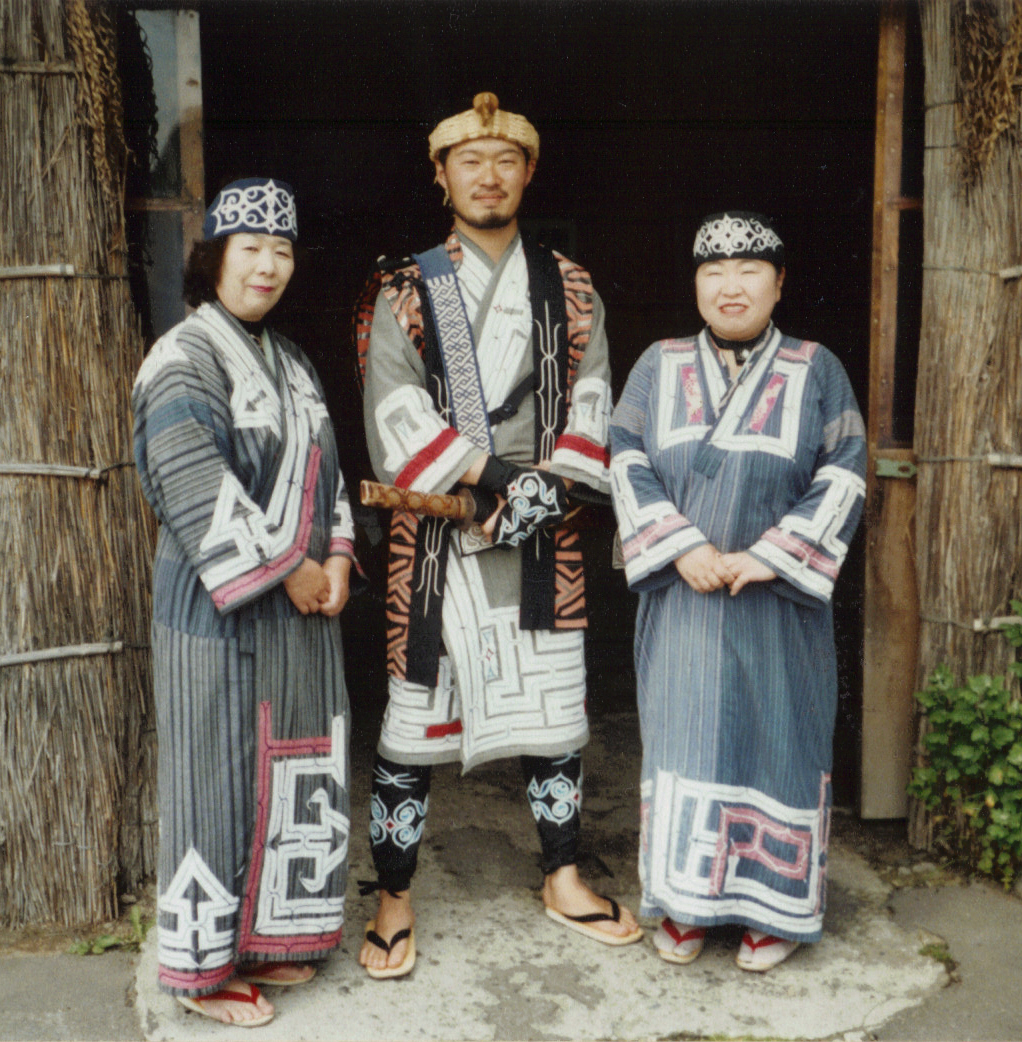
現代阿伊努人的服裝穿著方式乃同和服採右衽，與其傳統左衽穿法已有所不同。

在日语里，右衽被称为右前（日语：／ migimae */?）。在漢人服飾传入日本之前，日本人仍穿着简单的土著服装，或爲套头装，或爲对襟装。直到古坟时代后期，受中原和朝鲜半岛服饰的影响，豪族服饰出现了左衽的倾向。进入飞鸟时代，推古天皇十一年十二月，宫廷开始仿照中原隋朝的服饰制度，制定了自己的冠服和朝服制度，东亚大陆的服饰制式对日本的影响走向系统化而左衽则被視為禁忌。现代日本一般只有寿衣为左衽，且因為日本壽衣與普通和服差別甚少，不懂日本禮節的人很容易會帶錯領子，造成「活人穿死人衣服」的尷尬場面。臺灣女藝人郭雪芙、楊丞琳、林采緹、伊能靜、香港女藝人陳慧琳和日本女藝人紗榮子就因為在公眾場合、電視劇、MV或於互聯網上載的相片裏穿錯（或者被懷疑穿錯）和服浴衣領子，使得浴衣變成壽衣而被傳媒廣泛報道。
日本北海道的原住民阿伊努族的民族服装原本为左衽，但因为受到和族文化的影响，已经普遍采行右衽。

## 參见
- 汉服对周边民族服饰的影响